# A57 (Italië)

De A57

De Autostrada 57 (A57) of Tangenziale di Mestre is een Italiaanse autosnelweg in de regio Veneto. De snelweg was vroeger een deel van de A4, maar werd in 2009 (toen de Passante di Mestre werd geopend, een nieuwe rondweg van de A4 rond Mestre) omgedoopt tot A57. De A57 is 26,7 kilometer lang en loopt door Mestre.